# Sunday Creek (Hocking River)
Der Sunday Creek ist ein 43,8 km langer linker Nebenfluss der Hocking River im südöstlichen US-Bundesstaat Ohio. Der Abfluss erfolgt über den Hocking River, Ohio River und Mississippi River in den Golf von Mexiko. Der Legende zufolge benannten europäische Einwanderer den Fluss nach dem Wochentag, an dem sie ihn entdeckten. Der Sunday Creek gehört zum Flusssystem des Mississippi River und entwässert ein Gebiet von 360 km². Der Fluss entspringt rund 8 km nördlich der Ortschaft Corning im Perry County, fließt generell in südlicher Richtung in das nördliche Athens County und mündet bei Chauncy in den Hocking River. Die wichtigsten Nebenflüsse sind der 25 km lange East Branch Sunday Creek und der 22,5 km lange West Branch Sunday Creek. Der East Fork Sunday Creek wurde vom U.S. Army Corps of Engineers 1950 zum Burr Oak Lake aufgestaut und der Burr Oak State Park eingerichtet.
Der intensive Kohleabbau im Einzugsgebiet des Sunday Rivers führte zu irreparablen Umweltschäden. Die ersten Kohlebergwerke entstanden um 1860 und wurden 1991 stillgelegt. Der Kohletagebau begann nach dem Zweiten Weltkrieg und endete in den 1970er Jahren. Die Kohleförderung im Einzugsgebiet des Monday Creeks wurde von der Ohio Environmental Protection Agency (EPA) (Ohio-Umweltschutzbehörde) hauptsächlich für die Verschmutzung des Flusses verantwortlich gemacht, da sie einen hohen Anteil an Phosphor freisetzte. Die Behörde stellte fest, dass der Sunday Creek aufgrund der erheblichen Verschmutzung durch saure Grubenwässer unwiederbringlich in dem Umfang verändert wurde, dass kein nennenswertes Leben im Wasser existieren kann. Die Sunday Creek Watershed Group wurde 2004 gegründet, um die Wasserqualität im Sunday Creek nachhaltig zu verbessern.